# Бэтмен: Отважный и смелый
Бэтмен: Отважный и смелый (англ. Batman: The Brave and the Bold) — американский мультсериал, созданный компанией Warner Brothers для телеканала Cartoon Network. Премьера сериала состоялась 14 ноября 2008 года в США, в России он транслируется с 2010 года на Cartoon Network Снят на идеи комикса о Бэтмене компании DC Comics The Brave and the Bold (рус. Храбрый и Смелый).
Главные роли озвучили Дидрих Бэйдер, Уилл Фридл, Том Кенни, Кори Бёртон, Джеймс Арнольд Тэйлор и Джон Ди Маджо.

## Сюжет
Бэтмен объединяется с супер-героями со всех концов Вселенной, идёт навстречу новым приключениям с лёгким комическим контрастом. Синий Жук, Зелёная стрела, Аквамен и другие герои помогают главному герою карать преступников. Хотя основное действие разворачиваются в Готэме, Бэтмен часто находится в подводном мире, космосе и даже параллельных измерениях, сталкиваясь с незнакомыми ранее ситуациями.

## 1 сезон
Сериал начинается с разговора студента Хайме Рейса (он же — Синий жук) со своим другом о новой битве Бэтмена и Зелёной Стрелы против Короля Часов. Хайме очень сильно любит супергероев, когда как его друг не разделяет этих чувств. Позже к Хайме приходит Бэтмен и предлагает ему отправиться вместе с ним на другую планету, чтобы бороться с Канжером Ро и спасти населяющих её жителей, которые не способны сражаться. Бэтмен хочет испытать Хайме и узнать, готов ли парень стать настоящим супер-героем. Поначалу Хайме не верит в себя, но с поддержкой Бэтмена ему удаётся обрести уверенность в себе и победить Канжера Ро. После этой победы Синий Жук стал даже чересчур самоуверенным, и это привело к беде — Канжер Ро захватывает героев и оставшихся жителей планеты. Когда Хайме понял, что был сильно самоуверен, он решил подумать, как поступил бы его мудрый наставник в синем плаще, чтобы вырваться из заточения. Хайме спасается и побеждает Канжера Ро. Бэтмен, желая узнать, готов ли Хайме показать себя героем, увидел, как парнишка стал им у него на глазах.
Это была первая серия. Основной сюжет первого сезона строится на том, как властитель равновесия двух противоборствующих сторон мироздания «Порядка и Хаоса» Эквинокс, желает уничтожить эти категории (заодно со всеми мирами). Бэтмену удаётся помешать Эквиноксу в его первом плане по вмешательству в баланс сторон, устроить выброс радиации и погубить миллионы жизней. После этого злодей решает взять в свои руки контроль над «порядком и хаосом». Супер-героям приходится объединиться и использовать помощь властителей порядка. Входе последней битвы было решено совместить все силы героев в одном человеке — Бэтмене. Но даже этого недостаточно, чтобы победить Эквинокса. Тогда Бэтмен доказал, почему он является самым могучим супер-героем в мире. Бэтмен использует свой интеллект и убеждает Эквинокса, что тот устроил дисбаланс сторон мироздания. Эквинокс старается прекратить, то что натворил. Чтобы остановить злодея раз и навсегда, Бэтмен наносит последний удар по нему.
Баланс порядка и хаоса снова восстановлен. А Бэтмен как обычно не дремлет. Ведь, как он сказал Чёрной Канарейке в серии «Mayhem of the Music Meister!»
«Прости. Но преступники не делают перерывов на обед, и я тоже.»

## Персонажи

### Герои
- Бэтмен — главный герой, миллиардер Брюс Уэйн, супергерой, переживший в детстве тяжёлую травму и решившийся на борьбу с преступностью с помощью своих устройств и навыков.
- Международная Лига Справедливости — команда супергероев сформированная в серии «Darkseid Descending!» для противостояния вторжению Дарксайда. Аквамен упомянул, что было предыдущее воплощение Лиги Справедливости, но она распалась при неприятных обстоятельствах. Помимо Бэтмена в команду входят:
  - Аквамен — король Атлантиды. Любит свою работу супергероя, приключения и свою семью. Обладает сверхсилой, морской телепатией (контроль над морскими обитателями), а также может управлять водой и очень быстро плавать.
  - Марсианский Охотник — герой с Марса. Обладает сверхсилой, телепатией, способностью менять форму и внешность, контролем над своей плотностью (может стать либо неосязаемым, либо непробиваемым). Имеет две слабости: огонь (губительный для марсиан) и шоколадное печенье (которое обожает).
  - Гай Гарднер — один из Зелёных Фонарей. Обладает могущественным кольцом (оно подпитывается силой воли и владелец с его помощью в состоянии создать буквально что угодно) и не самым приятным характером.
  - Золотой Бустер — герой из будущего. Соперничает с Гаем Гарднером.
  - Синий жук — студент технологического факультета колледжа Харкуэйст, который борется с преступностью в насекомо-подобном костюме. Костюм — отдельное живое существо по имени Скарабей.
  - Огонь — супергероиня бразильского происхождения. Владеет пирокинезом, при этом всё пламя, что она создаёт, зелёного цвета.
  - Лёд — супергероиня норвежского происхождения, напарница Огня. Обладает замораживающими силами. В эпизоде «Shadow of the Bat!» выясняется, что она влюблена в Аквамена. Довольно рассеянная, что особенно выражается, когда Огонь заявляет, что Аквамен уже женат (на Мере), а Лёд, по-видимому, не знающая этого, думает, что он слишком занят своей работой супергероя («женат на ней»).
- Семья Аквамена
  - Мера — жена Аквамена, королева Атлантиды.
  - Артур-младший — сын Аквамена, ведёт себя как стереотипный подросток.
  - Аквалэд — напарник Аквамена. В эпизоде «Sidekicks Assemble!» объединяется с Робином и Спиди против Рас аль-Гула, чтобы доказать своим наставникам, что они являются полноценными супергероями.
- Зелёная стрела — стрелок из лука, использующий стрелы с ядом, газами, взрывчатыми веществами, сетями и т.д. Соперничает с Бэтменом в том плане что оба являются супергероями без сверхспособностей.
- Джона Хэкс — охотник за головами из Мира Войны.
- Лига Справедливости — команда супергероев, спонсируемая средствами Уэйна.
- Охотница — супергероиня, привлекательная девушка, владеющая всеми видами оружия.
- Пластикмэн — бывший преступник, в некотором роде подопечный Бэтмена (тот за него поручился перед судом).
- Изгои — команда подростков.
  - Чёрная Молния —
  - Катана
  - Метаморфо
  - Гео-Форс
  - Хало
- Красный Торнадо — робот, повелитель вихря.
- Флэш — супергерой, самый быстрый человек на Земле. В мультфильме показано 3 Флэша: Джей Гарик, Барри Аллен и Уолли Вест.
- Металломэны — команда героев-андроидов, каждый из которых имитирует свойства металла, в честь которого был назван. Могут также соединиться, создав гиганта по имени Сплав. Команда состоит из:
  - Золото — лидер команды.
  - Железо — «мускулы» команды. Очень силён и прочен, но может страдать от коррозии.
  - Свинец — не слишком сообразительный Металломэн, но один из сильнейших физически. Неуязвим для радиации.
  - Ртуть — самый гибкий Металломэн.
  - Платина — Металломэн-девушка.
  - Жесть — считается слабейшим Металломэном, отчего страдает комплексом неполноценности, однако с помощью Бэтмена обретает веру в себя.
- Дикий кот — старый супергерой, боксёр.
- Атом — супергерой, способный варьировать свои размеры от атома до великана. В любой ситуации он прежде всего учёный, полагающийся на науку и логику, и поэтому он не слишком высокого мнения об Аквамене из-за его непомерной жажды геройства и приключений.
- Робин (Дик Грейсон) — напарник Бэтмена, мотоциклист. Позднее становится Найтвингом.
- Чёрная канарейка — супергероиня, способная вызывать своим голосом разрушительные волны.
- Бэт-чёрт — бес из параллельного мира, фанат Бэтмена.
- Красный колпак — супергерой из параллельного «зеркального» мира, двойник Джокера.
- Дядя Сэм — супергерой, живое воплощение патриотизма
- Капитан Атом — супергерой манипулирующий ядерной энергией, обладает огромнейшей мощью и таким же огромным эго: не считает Бэтмена полноценным супегероем только потому, что он лишён сверхспособностей.
- Борцы за свободу — команда супергероев, созданная Дядей Сэмом.

### Злодеи
- Джокер — клоун-психопат, заклятый враг Бэтмена.
- Харли Квинн — девушка Джокера.
- Король Часов — помешанный на часах злодей, враг Зелёной Стрелы.
- Горилла Гродд — горилла, с интеллектом уровня гения.
- Джентльмен Дух — настоящее имя Джеймс Крэддок. Заключил договор с демоном, желая стать бессмертным. В результате его дух не может покинуть землю. Ненавидит Бэтмена, хотя тот пытался его от этой участи спасти.
- Психо-пират — злодей, питается негативными эмоциями.
- Пугало — психически больной человек, считающий себя король страха.
- Ра'с аль Гул — суперзлодей, голова демона, почти бессмертный человек, благодаря яме Лазаря и глава Лиги теней.
- Мистер Разум — злобный инопланетный червь с телепатическими способностями.
- Ужасное Трио — команда суперзлодеев.
- Женщина-кошка — воровка в кошачьем костюме.
- Музыкальный Мастер — злодей гипнотизирующий окружающих своими вокальными способностями.
- Чёрная Манта — заклятый враг Аквамэна и Атлантиды.
- Оулмэн — суперзлодей из параллельного «зеркального» мира, двойник Бэтмена, заклятый враг Красного колпака.
- Синий лучник — супер-злодей из параллельного «зеркального» мира, двойник Зелёной стрелы.
- Алый скарабей — супер-злодей из параллельного «зеркального» мира, двойник Синего жука.
- Серебряный циклон — супер-злодей из параллельного «зеркального» мира, двойник Красного торнадо.
- Дина-майт — супер-злодей из параллельного «зеркального» мира, двойник Атома.
- Барракуда — супер-злодей из параллельного «зеркального» мира, двойник Аквамена.
- Синдикат Несправедливости — объединение супер-злодеев в «зеркальном» мире.
- Эквинокс — существо, цель которого устанавливать баланс между добром и злом.
- Мозг — супер-злодей, являющийся мозгом в колбе.
- Двуликий — торговец оружием, враг Бэтмена.

## Эпизоды

### Список серий
| Сезон | Сезон | Эпизоды | Премьера сезона | Окончание показа |
| ----- | ----- | ------- | --------------- | ---------------- |
|       | 1     | 26      | 14 Ноября, 2008 | 13 Ноября, 2009  |
|       | 2     | 26      | 20 Ноября, 2009 | 8 Апреля, 2011   |
|       | 3     | 13      | 15 Апреля, 2011 | 11 Ноября, 2011  |

### Сезон 1: 2008—2009 (краткое описание серий)
| № | #  | Оригинальное название             | Русское название              |
| --- | -- | --------------------------------- | ----------------------------- |
| 1 | 01 | The Rise of the Blue Beetle!      | Восход Синего Жука!           |
| На Землю надвигается метеороид, грозящий уничтожить множество людей. Бэтмен летит остановить его и берёт себе в помощники молодого супергероя Синего Жука. Вот только тот ещё не освоил Скарабея, технорганического существа, дающего ему суперсилы. В результате Синий Жук телепортирует их на задворки Млечного Пути к пришельцам, которых пытается поработить захватчик, убивший предыдущего обладателя Скарабея, героя, которому пришельцы поставили памятник как величайшему супергерою… |    |                                   |                               |
| 2 | 02 | Terror on Dinosaur Island!        | Террор на острове динозавров! |
| Горилла Гродд задумал недоброе: немного-немало превратить каждого человека на Земле в разумную обезьяну, подобную ему самому. Для этого он испытывает эволюционный луч (или просто эволуч) на пассажирах проплывавшего мимо круизного лайнера. Недовольный результатом, он забирает лайнер на свою базу, расположенную на Острове Динозавров, единственном месте на Земле, где сохранились доисторические животные. За транспортировкой лайнера и застаёт Гродда пролетавший мимо Бэтмен и его очередной напарник — бывший преступник Пластикмен. В результате высадки на остров, Бэтмен попадает в лапы Гродда, а Пластикмен — в его сокровищницу. Теперь Пластикмену придётся сделать выбор — забрать деньги и золото, повинуясь преступным наклонностям, или спасти напарника, который когда-то очень помог ему…                                                                |    |                                   |                               |
| 3 | 03 | Evil Under the Sea!               | Подводное зло                 |
| Расследуя причины странных подводных толчков, Бэтмен обнаруживает, что королю Атлантиды, Аквамену, угрожает смертельная опасность: его пытаются убить. Первое подозрение Бэтмена падает на брата Аквамена, Орма. Орм когда-то должен был стать королём Атлантиды как старший сын предыдущего короля, но мать отдала власть Аквамену. Несмотря на разногласия, Аквамен принял Орма в семью и доверяет ему. Теперь Бэтмену предстоит доказать причастность Орма к покушению на Аквамена в то время, как его репутация в глазах последнего постепенно падает. Вдобавок надо ещё выяснить как с этим связаны суперзлодей Чёрная Манта и те самые подводные толчки |    |                                   |                               |
| 4 | 04 | Invasion of the Secret Santas!    | Рождественский переполох      |
| Сюжет серии сосредоточен на Красном торнадо. Красный Торнадо все время пытается понять людей. На этот раз ему предстоит обрести рождественское настроение, для чего он украшает дом, наряжает ёлку, пытается петь рождественские гимны. Вот только выходит у него не очень. В придачу на город нападают пришельцы в летающих тарелках и произносящие избитые фразы из фантастики полувековой давности. Бэтмен уже вовсю сражается, и Красный Торнадо спешит к нему на помощь. Летающие тарелки, а также Санта-Клаусы и, главное, самая популярная среди детей игрушка («Заводной человечек») — все оказывается рождественской шуткой суперзлодея Игрушечника, который задумал ограбить весь город |    |                                   |                               |
| 5 | 05 | Day Of The Dark Knight!           | День Тёмного рыцаря           |
| В тюрьме-лечебнице Аркхэм, где содержатся все враги Бэтмена, разгорелся бунт, грозящий масштабным побегом. Чтобы утихомирить заключённых, Бэтмен направляется туда. Вот только его пытается опередить молодой супергерой Зелёная стрела, пытающийся во всем превзойти Бэтмена. Эти двое нескончаемо соревнуются за звание лучшего борца с преступностью без наличия суперсил. Один из заключённых, седой и бородатый старик, после окончания драки вызывает портал, который переносит Бэтмена и Зелёную Стрелу на каменную пустошь. После выяснения обстоятельств, получается что старик является Мерлином, каменная пустошь — Камелот XII века, порабощённый феей Морганой и её слугой, демоном Этриганом, а кто-то из двоих супергероев — избранником, достойным вытащить из камня легендарный меч Экскалибур. Вечное соревнование между супергероями разгорается с новой силой. |    |                                   |                               |
| 6 | 06 | Enter the Outsiders!              | Вторжение Изгоев              |
| Старый супергерой Дикий Кот хочет доказать, что ему ещё рано на покой. Бэтмен пытается убедить своего учителя по боксу, что это единственный выход, иначе Дикий Кот может погибнуть от сердечного приступа. В это время на торговый центр нападает группа подростков со сверхсилами, называющая себя «Изгои». Бэтмен и Дикий Кот сначала дают им бой, а затем преследуют их до канализации, полной токсичных отходов. Там находится логово изгоев и дом их главаря, которого Изгои называют Слизнем. Теперь Дикому Коту при помощи Бэтмена предстоит доказать не только, что он ещё в форме, но и то, что сила героя не только в молодом теле и крепких мускулах |    |                                   |                               |
| 7 | 07 | Dawn of the Dead Man!             | Возвращение Дэдмена!          |
| Случилось непоправимое: знаменитый супергерой Бэтмен умер и стал призраком! Все дело в том, что Джентльмен-дух, с которым Бэтмен сражался в Лондоне, схватил его и захоронил заживо в заминированном гробу. Благодаря тибетской медитации, которую Бэтмен изучил за время странствий, он смог отделить свою астральную сущность и существует на правах призрака. Теперь у него осталось два часа (настолько хватит воздуха)и соратник по несчастью — призрак акробата, выступавшего под псевдонимом Дэдмен — чтобы остановить Джентльмена-духа, а также найти способ выбраться из гроба. |    |                                   |                               |
| 8 | 08 | Fall of the Blue Beetle!          | Смерть Синего Жука!           |
| Нынешний Синий Жук, Хайме Рейес, хочет узнать: ему предназначено быть героем или он просто первый встречный и на его месте мог быть и другой? Бэтмен, которого Хайме застал в разгар битвы с Доктором Полярисом, в гневе сообщил, что до Хайме был другой Синий Жук и Хайме до него очень далеко. Узнав из старых газетных выкладок в Интернете узнаёт, где было логово его предшественника и его имя — Тед Корд. Воспользовавшись Жуколетом (транспортом предыдущего Синего Жука) он отправляется по последним координатам и находит тщательно замаскированный остров, а там встречает человека, называющего себя Тедом Кордом. Только не все так просто… |    |                                   |                               |
| 9 | 09 | Journey to the Center of the Bat! | Путешествие к центру Бэтмена  |
| Когда Аквамен и Бэтмен дрались с токсичным монстром Хэмо, Бэтмен подхватил от этого монстра опасную заразу. Аквамен срочно связался с супергероем Атомом, не подозревая, что Атом не врач, а физик. Однако Атом находит решение: он уменьшится до размеров бактерии и уничтожит заразу внутри организма Бэтмена. Он и Аквамен отправляются в путешествие, полное опасностей, даже более крупных чем опасности внешнего мира |    |                                   |                               |
| 10 | 10 | The Eyes of Despero!              | Глаза Десперо!                |
| Когда Десперо напал на Оа, штаб-квартиру Зелёных Фонарей, все ведущие Фонари, включая Хэла Джордана, в сражении исчезли в излучении кольца Джордана и считаются погибшими. Кольцо Джордана прилетело на землю и телепортировало Бэтмена на Оа. Теперь Бэтмену предстоит победить Десперо, мечтающего поработить Вселенную, используя в качестве поддержки коварного Синестра, неуравновешенного Гая Гарднера и неуклюжего собаковидного Гнорда. Это нелегко, ведь Десперо взял под контроль Мого, Зелёного Фонаря в виде живой планеты и направляется к Земле. |    |                                   |                               |

### Сезон 1: 2008—2009
11.01:"Return of the Fearsome Fangs!«

12.01:»Deep Cover for Batman!"

13.01:"Game Over for Owlman!"

14.01:"Mystery in Space!«

15.01:»Trials of the Demon!"

16.01:"Night of the Huntress!«

17.01:»Menace of the Conqueror Caveman!"

18.01:"The Color of Revenge!«

19.01:»Legends of the Dark Mite!"

20.01:"Hail the Tornado Tyrant!"

21.01:"Duel of the Double Crossers!"

22.01:"Last Bat On Earth!"

23.01:"When OMAC Attacks!"

24.01:"Inside the Outsiders!«

25.01:»Mayhem of the Music Meister!"

26.01:"The Fate of Equinox!"

### Сезон 2: 2009—2011
27.02:1) «Death Race to Oblivion!» 

28.02:2) «Long Arm of the Law» 

29.02:3) «Revenge of the Reach!» 

30.02:4) «Aquaman’s Outrageous Adventure!» 

31.02:5) «The Golden Age Of Justice!» 

32.02:6) «Sidekicks Assemble!» 

33.02:7) «Clash of the Metal Men!» 

34.02:8) «A Bat Divided!» 

35.02:9) «The Super-Batman of Planet X!» 

36.02:10) «The Power of Shazam!» 

37.02:11) «Chill of the Night!» 

38.02:12) «Gorillas In Our Midst!» 

39.02:13) «The Siege of Starro! Part One»

40.02:14) «The Siege of Starro! Part Two»

41.02:15) «Requiem for a Scarlet Speedster!» 

42.02:16) «The Last Patrol!» 

43.02:17) «The mask matches Malone!» 

44.02:18) «Menace of the Madniks!» 

45.02:19) «Emperor Joker!» 

46.02:20) «The Criss Cross Conspiracy!» 

47.02:21) «The Plague of the Prototypes!» 

48.02:22) «Cry Freedom Fighters!» 

49.02:23) «The Knights of Tomorrow!» 

50.02:24) «Darkseid Descending!» 

51.02:25) «Bat-Mite Presents: Batman’s Strangest Cases!» 

52.02:26) «The Malicious Mr. Mind!»

### Сезон 3: 2011
53.03:1) «Joker: The Vile and the Villanous!» 

54.03:2) «Shadow of the Bat!» 

55.03:3) «Night of the Batmen!» 

56.03:4) «Scorn of the Star Sapphire!» 

57.03:5) «Battle of the Superheroes!» 

58.03:6) «Time Out for Vengeance!» 

59.03:7) «Sword of the Atom!» 

60.03:8) «Triumvirate of Terror!» 

61.03:9) «Bold Beginnings!» 

62.03:10) «Powerless!» 

63.03:11) «Crisis: 22,300 Mil» 

64.03:12) «Four Star Spectacular!» 

65.03:13) «Mitefall!»

## Продукция

### DVD релиз
| Часть | Дата релиза     | Эпизоды |
| ----- | --------------- | --- |
| 1     | Август 25, 2009 | «The Rise of the Blue Beetle!» «Terror on Dinosaur Island!» «Evil Under the Sea!» «Invasion of the Secret Santas!»                          |
| 2     | Ноябрь 10, 2009 | «Day of the Dark Knight!» «Enter the Outsiders!» «Dawn of the Dead Man!» «Fall of the Blue Beetle!»                                         |
| 3     | Февраль 2, 2010 | «Journey to the Center of the Bat!» «The Eyes of Despero!» «Return of the Fearsome Fangs!» «Deep Cover for Batman!» «Game Over for Owlman!» |

### Саундтрек
Эпизод «Mayhem of the Music Meister» (в русском дубляже — Козни Музыкального Мастера) вышел как саундтрек в октябре 24, 2009. Заглавного антагониста этой серии озвучил актёр Нил Патрик Харрис.

## Отзывы
Адам Тайнер из DVD Talk, обозревая первый сезон на Blu-ray, писал, что в нём нет ни одной серии, которая бы разочаровала. Его коллега Дежйми Рич, рецензируя первый том 2 сезона для DVD, поставил самую высокую оценку качеству видео.

## Примечание
1. ↑  PБК — ТВ Программа. Дата обращения: 6 апреля 2010. Архивировано 22 июля 2003 года.
2. ↑  Amazon.com: Batman: The Brave and the Bold: Mayhem of the Music Meister! Дата обращения: 29 сентября 2017. Архивировано 5 марта 2016 года.
3. ↑  Batman: The Brave and the Bold - The Complete First Season. DVD Talk. Дата обращения: 17 марта 2022. Архивировано 22 марта 2016 года.
4. ↑  Batman: The Brave and the Bold - Season One, Part One. DVD Talk. Дата обращения: 17 марта 2022. Архивировано 31 марта 2012 года.